# Pedro Julião Eymard
Pedro Julião Eymard (em francês:  Pierre-Julien Eymard; La Mure, Isère, 4 de fevereiro de 1811 – La Mure, 1 de agosto de 1868) foi um sacerdote francês considerado santo pela Igreja Católica. Foi o fundador da Congregação do Santíssimo Sacramento, ficando conhecido como o "apóstolo da Eucaristia".
Filho de um comerciante, foi primeiro padre secular e depois membro da Sociedade de Maria ou Marista (1839-1856) que deixou para criar a referida congregação religiosa dos padres sacramentinos e das irmãs sacramentinas.
Os últimos dias de sua vida foram cheios de contrariedades e de sofrimentos. Suas relíquias estão na igreja Santi Claudio e Andrea dei Borgognoni, em Roma.
Sua festa eclesiástica está fixada no dia 2 de agosto.